# Comté d'Evans
Le comté d'Evans est un comté de Géorgie, aux États-Unis.

## Démographie
| 1920  | 1930  | 1940  | 1950  | 1960  | 1970  |
| ----- | ----- | ----- | ----- | ----- | ----- |
| 6 594 | 7 102 | 7 401 | 6 653 | 6 952 | 7 290 |

| 1980  | 1990  | 2000   | 2010   | - | - |
| ----- | ----- | ------ | ------ | - | - |
| 8 428 | 8 724 | 10 495 | 11 000 | - | - |